# Takashi Mizuno (calciatore)
Takashi Mizuno (水野隆?, Mizuno Takashi; 28 aprile 1931) è un ex calciatore giapponese, di ruolo attaccante.